# Börde
Börde este un distrcit în Saxonia-Anhalt, Germania.

## Orașe și localități
Districtul Börde este compus din următoarele subdiviziuni:
| Orașe                                                                                       | Munincipalități                                        |
| ------------------------------------------------------------------------------------------- | ------------------------------------------------------ |
| 1. Haldensleben 2. Oebisfelde-Weferlingen 3. Oschersleben 4. Wanzleben-Börde 5. Wolmirstedt | 1. Barleben 2. Hohe Börde 3. Niedere Börde 4. Sülzetal |

| Verbandsgemeinden                                                                                              | Verbandsgemeinden                                                                                                 | Verbandsgemeinden                                                                                            | Verbandsgemeinden                                                                     |
| --- | --- | --- | ------------------------------------------------------------------------------------- |
| - 1. Elbe-Heide 1. Angern 2. Burgstall 3. Colbitz 4. Loitsche-Heinrichsberg 5. Rogätz1 6. Westheide 7. Zielitz | - 2. Flechtingen 1. Altenhausen 2. Beendorf 3. Bülstringen 4. Calvörde 5. Erxleben 6. Flechtingen1 7. Ingersleben | - 3. Obere Aller 1. Eilsleben1 2. Harbke 3. Hötensleben 4. Sommersdorf 5. Ummendorf 6. Völpke 7. Wefensleben | - 4. Westliche Börde 1. Am Großen Bruch 2. Ausleben 3. Gröningen1, 2 4. Kroppenstedt2 |
| 1reședințe ale Verbandsgemeinde; 2oraș;                                                                        | | |                                                                                       |